# Hans Andreus

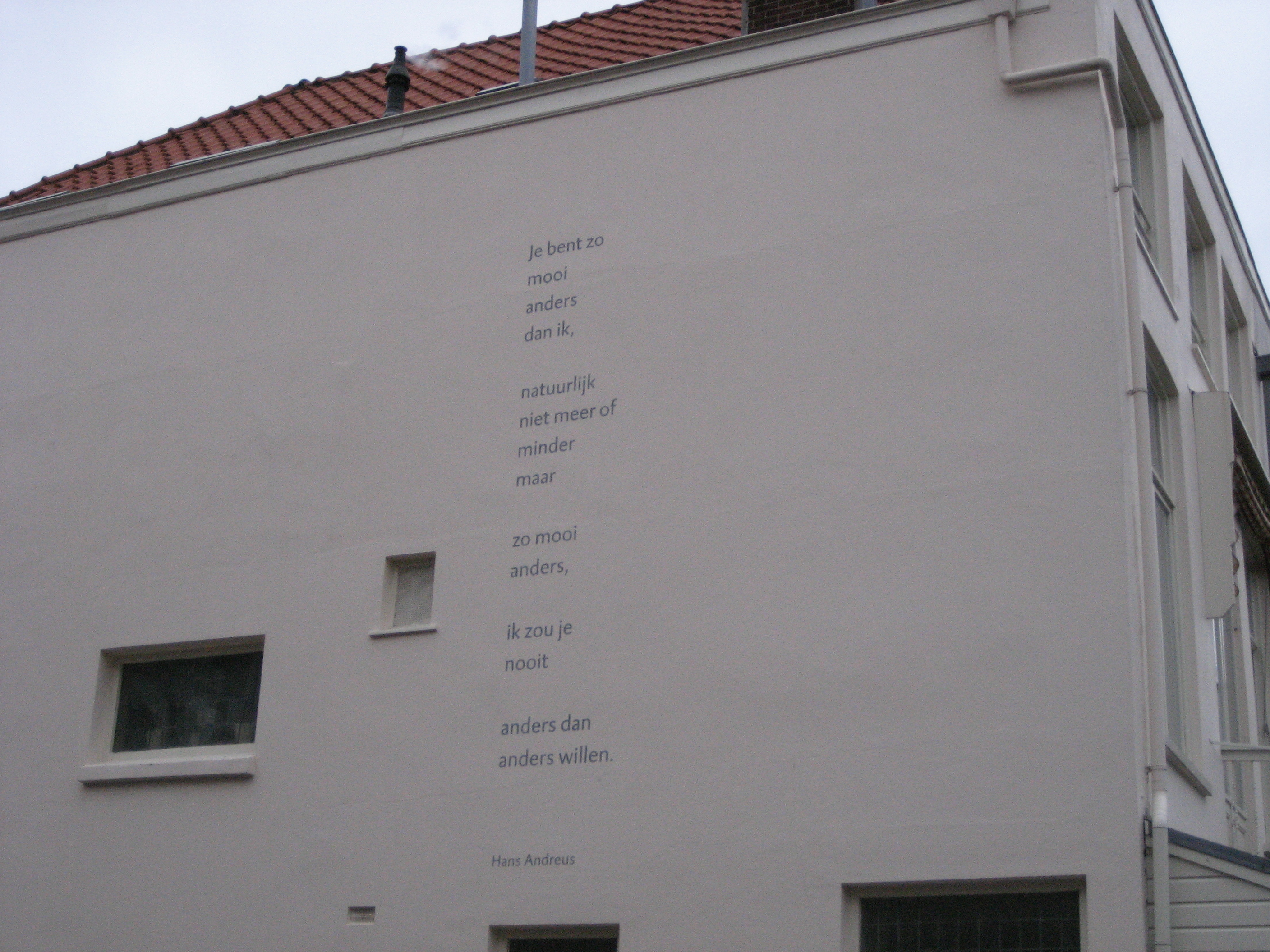
Poema Je bent zo (La Haya)

Johan Wilhelm van der Zant (Ámsterdam, 21 de febrero de 1926 - Putten, 9 de junio de 1977), conocido bajo el seudónimo de Hans Andreus, fue un poeta y escritor neerlandés.
Andreus debutó en 1951 con su colección de poemas Muziek voor Kijkdieren (Música para animales de exposición) en la publicación periódica de poesía De Windroos (La Rosa de los Vientos). Su trabajo se clasifica como parte de la poesía experimental de los Vijftigers (La generación de los 50), entre los que destacan también Lucebert, Bert Schierbeek y Remco Campert.
Además de poesía, Andreus escribió prosa en una notable cantidad de libros infantiles, hasta el punto de que esta compone la mayor parte de su obra. Sus narraciones infantiles destacan por su rica fantasía, un manejo armonioso de la lengua, y un notable sentido del ritmo que las dota de ligereza. 
Hans Andreus recibió el premio literario neerlandés Zilveren Griffel (Estilete de Plata) por su recopilación de versos De Rommeltuin (El Jardín Desastrado) en 1971, y su obra Meester Pompelmoes en de mompelpoes (El maestro Pomelo y el gato murmurador) recibió la distinción Libro Infantil del Año (antecesora del premio literario Gouden Griffel (Estilete de Oro).
A su muerte fue enterrado en el Nuevo Cementerio General de Putten. Sus restos fueron trasladados más adelante al Cementerio de Zorgvlied en Ámsterdam.